# 大毛羅什

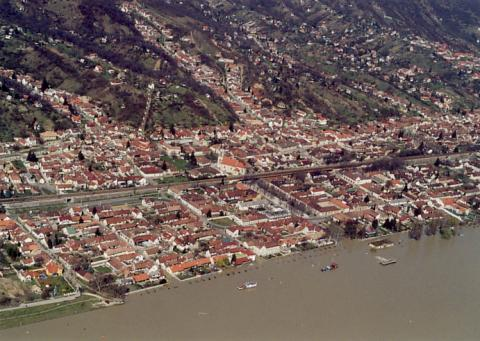

大毛羅什是匈牙利的城鎮，位於該國中部多瑙河左岸，距離首都布達佩斯約50公里，由佩斯州負責管轄，面積34.37平方公里，2011年人口4,751，其中約七成居民信奉天主教。

## 外部連結
- Street map（页面存档备份，存于） （匈牙利文）